# La Serpe
Pour les articles homonymes, voir Serpe.
La Serpe est un roman de Philippe Jaenada paru le 17 août 2017 aux éditions Julliard ayant reçu la même année le prix Femina.

## Résumé
Pendant une nuit de l'automne 1941, dans le vieux château d’Escoire, au fin fond du Périgord, le père, la tante et la bonne du jeune Henri Girard sont sauvagement assassinés à coups de serpe. Seul survivant de ce massacre en chambre close, Girard est également le seul héritier des victimes. Frivole, dépensier, violent et arrogant, le jeune homme apparaît comme le suspect numéro 1 d'autant plus évident qu'il avait emprunté l'arme du crime à des voisins deux jours avant le drame. Coup de théâtre, en dépit de preuves accablantes, il est acquitté au terme d'un procès qui laisse pourtant l’opinion publique toujours convaincue de sa culpabilité. Après l'abandon des charges qui pèsent contre lui, Girard disparaît au Venezuela. 
En 1950, il rentre en France avec le manuscrit d'un roman, intitulé Le Salaire de la peur, qu'il fait publier sous le pseudonyme de Georges Arnaud. C'est le début de sa célébrité d'écrivain à succès et d'une existence où continue de planer le mystère d'un triple assassinat.
Auparavant, divers autres auteurs avaient traité de ce triple homicide : Maurice Garçon ; Georges Arnaud lui-même ;  Gérard de Villiers ; Jacques Lagrange, avec Du crime d'Escoire au « Salaire de la peur », paru chez Pilote 24 en 1999 ; Guy Penaud, avec  Le triple crime du château d'Escoire, publié aux Éditions La Lauze en 2002.

## Éditions
- Éditions Julliard, 2017  (ISBN 978-2-260-02939-7)